# چشم‌های خندان
چشم‌های خندان (ترکی استانبولی: Gülen Gözler) یک فیلم به کارگردانی ارتم اقیلمز است که در سال ۱۹۷۷ منتشر شد.

## بازیگران
- منیر اوزکول
- عدیله ناشط
- مژده آر
- شنر شن
- آیشن گرودا
- هالیت آکچاتپه
- احسان یوجه